# St. Paul, Alberta
St. Paul är en ort i Kanada.   Den ligger i provinsen Alberta, i den centrala delen av landet, 2 700 km väster om huvudstaden Ottawa. St. Paul ligger 632 meter över havet och antalet invånare är 5 106.
Terrängen runt St. Paul är huvudsakligen platt. St. Paul ligger nere i en dal. Trakten runt St. Paul är nära nog obefolkad, med mindre än två invånare per kvadratkilometer.. Det finns inga andra samhällen i närheten. 
Trakten runt St. Paul består till största delen av jordbruksmark.